# Шкіряна промисловість

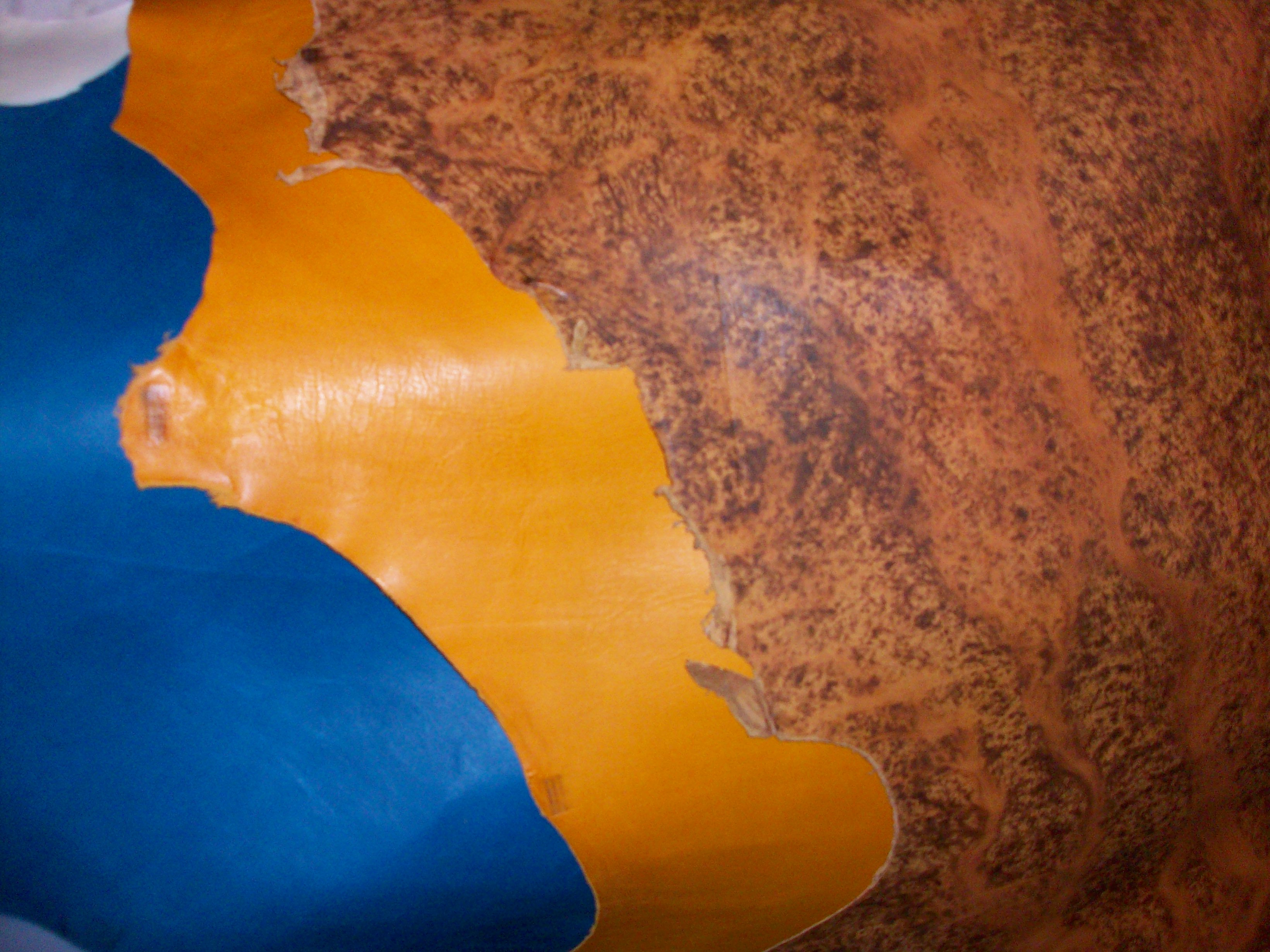
Овчина

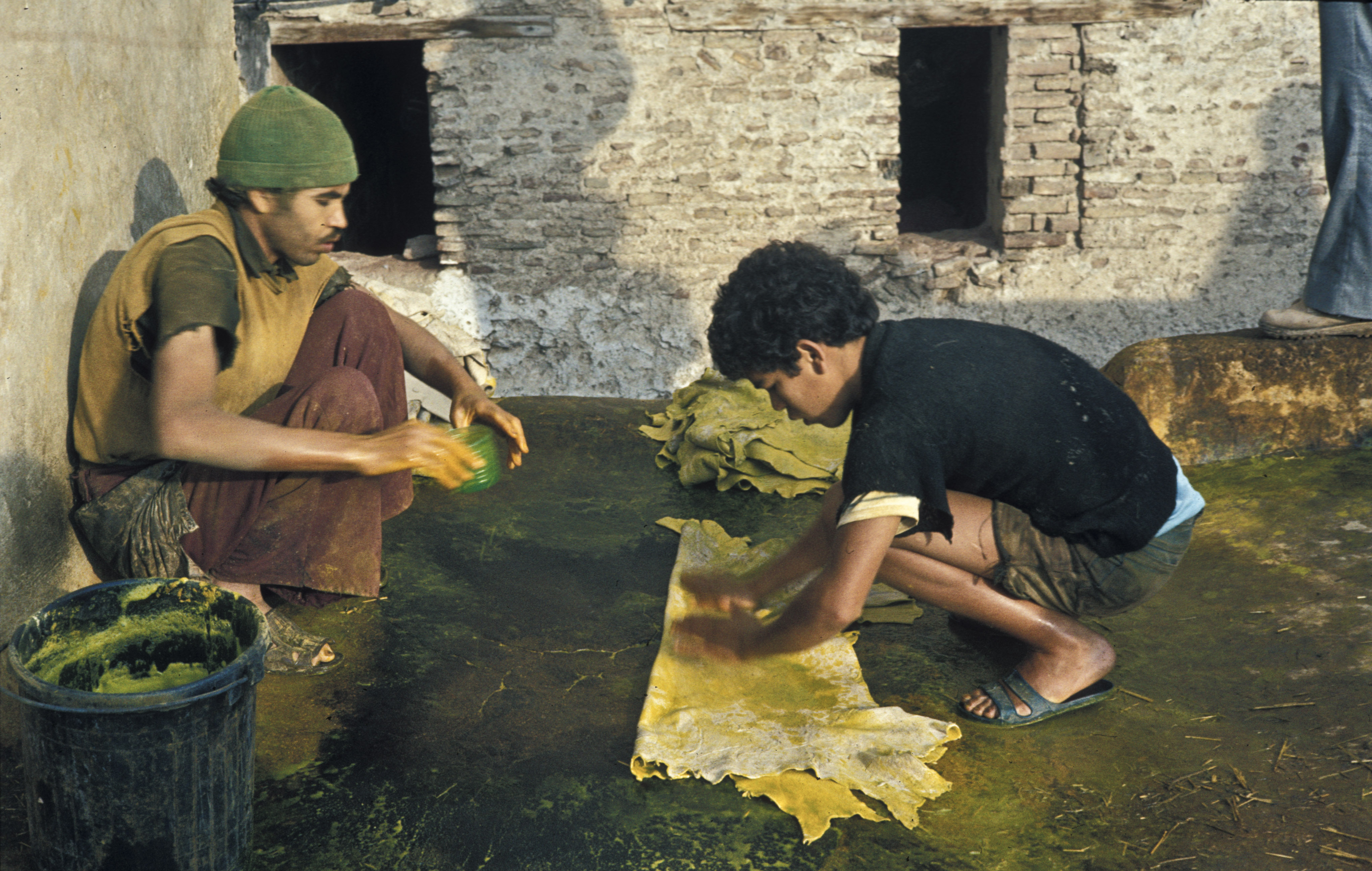
Гарбування шкіри в Марокко (1982)

Шкіряна́ промисло́вість — одна з галузей легкої промисловості, що полягає в механічному та фізико-хімічному гарбуванні шкіри тварин, переважно великої рогатої худоби, а також морських ссавців. Продукція її використовується у виробництві взуттєвої та інших галузей легкої промисловості. Асортимент продукції шкіряної промисловості досить широкий: тверді шкіряні товари — для підошов та ін. частини шкіряного взуття, м'які шкіряні товари — переважно хромові, також лимарно-сідельні вироби, одяг, галантерейні вироби, технічні шкіри тощо. До виробництва шкіряної промисловості належать підприємства, що виробляють штучні м'які і тверді шкіри, штучні хутра.
Виробництво сировини, зосереджене у районах тваринництва, де шкіряна сировина є ніби побічним продуктом при виробництві м'яса та м'ясних продуктів. Постачальником синтетичних матеріалів є хімічна промисловість.
Обробка шкір - одне з найдавніших ремесел відомих людству з сивої давнини. Пройшовши довгий шлях розвитку, шкіряне виробництво стало однією з провідних галузей багатьох країн світу, яке використовує передові досягнення науки, техніки й новітні технології.

## Частка у світовій економіці
Шкіряна сировина, шкіра, шкіряне взуття відіграють важливу роль у міжнародній торгівлі. За даними FAO середньорічний товарообіг шкіряною сировиною, шкіряними напівфабрикатами, готовою шкірою та шкіряним взуттям у 1994—1996 рр.. у світі становив більше 43,4 млрд. USD, що перевищило сумарний обсяг світового товарообігу м'яса, рису, чаю та кави.
У багатьох країнах шкіряна промисловість та суміжні з нею галузі вносять значний вклад у розвиток економіки та створення нових робочих місць.
Загальна чисельність зайнятих у шкіряній промисловості робітників перевищує 500 тисяч чоловік, а з урахуванням працюючих у взуттєвій та шкірогалантарейних галузях це число збільшиться в кілька раз.
У самих лише країнах Європейського Союзу у шкіряній промисловості працює до 50 000 чоловік. Шкіряна промисловість є майже у всіх країнах Європи, зокрема найбільше підприємств даної галузі зосереджено у південній Європі. Підприємства шкіряної галузі в Іспанії, Італії, Португалії, Франції, Греції як правило розташовуються компактно через що займають цілі регіони даних країн. Тому шкіряне виробництво у цих регіонах є фактично єдиною галуззю, яка визначає рівень добробуту населення всього регіону. Слід додати, що разом з професійними кваліфікованими працівниками тут працює і багато некваліфікованих працівників, ці люди, через зрозумілі причини, не мають можливості знайти яку небуть іншу роботу, тому шкіряне виробництво є вагомим чинником також і у вирішенні ряду соціально-демографічних проблем.
Ще одна важлива роль шкіряної промисловості, — утилізація великої кількості відходів яка надходить з харчової промисловості. Фактично шкіряна промисловість перетворює відпрацьований матеріал у високоякісні, привабливі та корисні для людини вироби повсякденного вжитку — взуття, одяг, галантерею тощо
Середньорічний об'єм виробництва шкір у світі становить близько 1,674 млрд м² (у грошовому виражені ця сума дорівнює 40 млрд дол.). Частка країн що розвиваються у цій галузі дорівнює понад 60% сумарного об'єму. Близько 65% вироблених шкір споживається взуттєвою промисловістю (об'єм виробництва взуття у світі становить в середньому 11 млрд пар, що становить в оптових цінах 150 млрд дол.). Світовий об'єм виробництва шкір для автомобільної промисловості оцінюється у 1,35 млрд дол.

## Динаміка
Найбільші темпи розвитку шкіряної промисловості демонструють Китай, Бразилія, Індія, Аргентина.
Розвиток національної шкіряної промисловості робить ці країни монополістами у вирішенні проблем сировинного забезпечення. Протекціоністська політика ряду країн, направлена на створення умов для розвитку власних шкіряних підприємств, призвела до зниження поставок шкіряної сировини на зовнішні ринки. На сьогоднішній день 37% ринку шкір великої рогатої худоби контролюється Китаєм, Бразилією та Індією, 31% ринку овчини і 77% ринку козівництва перероблюються у шкіряних галузях Китаю, Індії, Туреччини та Бангладешу.

## Екологія

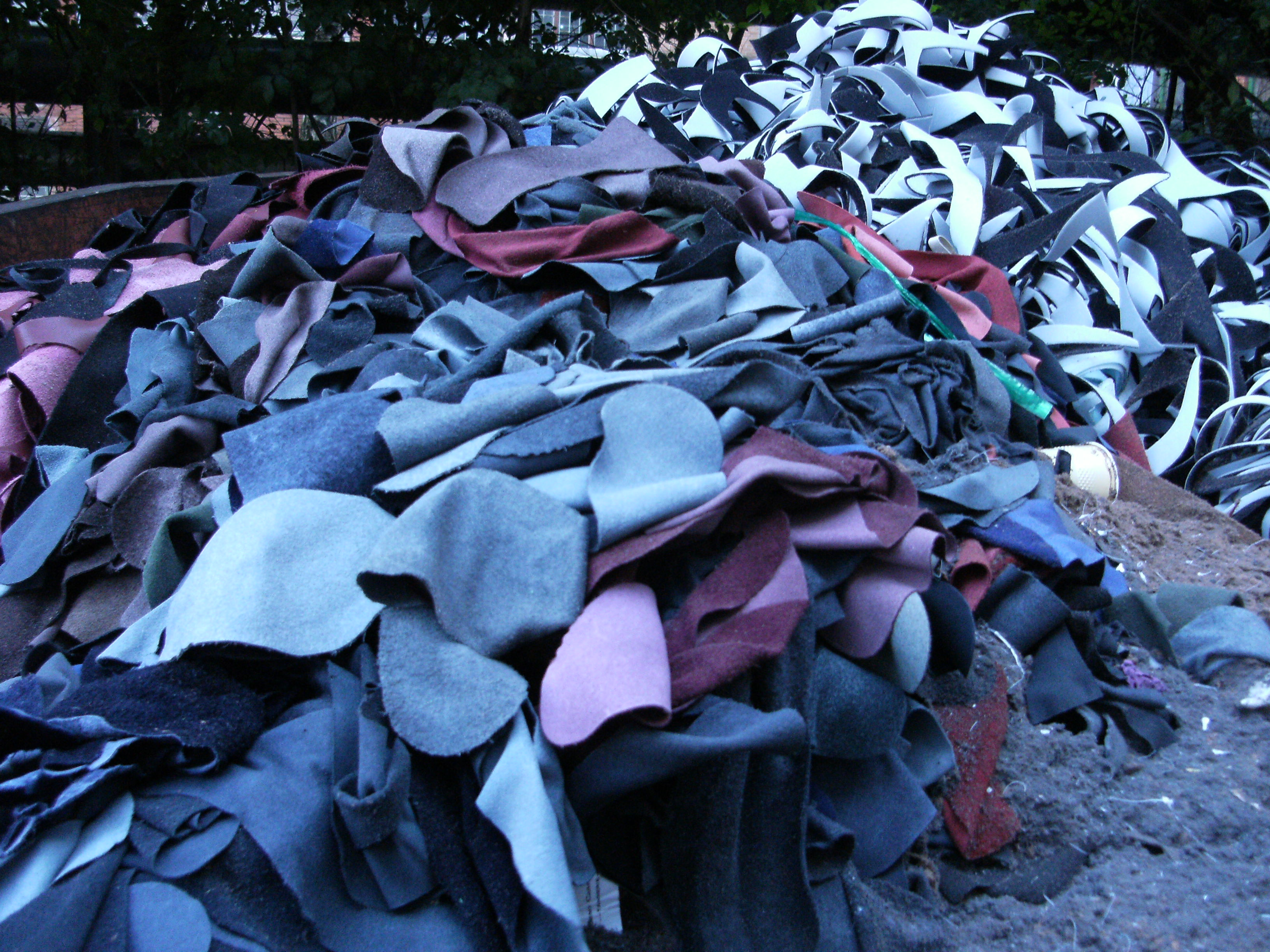
Відходи шкіряної промисловості

Підприємства шкіряної промисловості належать до високозабруднювальних та токсичних. Вони мають різні забруднювачі: міздря, вовна, кров, жири, сульфати, сульфіди, хлориди, луги, кислоти.
Прикладом подолання цих проблем є Європейський союз. Підвищення більшістю європейських країн законодавчих норм для захисту довкілля змусило шкіряні підприємства дедалі більше використовувати новітні технології у гарбуванні шкір.
Це дало добрі результати, — зменшились обсяги стічних вод, відходів, викидів в атмосферу. Щобільше, кожум'яки отримали вищий рівень контролю якості продукції, що додатно вплинуло на попит на їхню продукцію. Вони отримали доступ до новітніх технологій (у тому числі й біотехнологій), рівнобіжно були розроблені нові способи переробки відходів у нові види сировини, а побічних продуктів — в добрива та нові джерела енергії.
Більша частина науково-дослідних робіт у шкіряній галузі, включно з тими, що дали вище вказані результати, проводиться і проводилась галузевими дослідницькими центрами, об'єднаними в некомерційну партнерську організацію GERIC. До її складу входять: Данський технологічний інститут, дослідницькі та навчальні центри Німеччини, Великої Британії, Франції, Італії, Португалії, Іспанії, Греції та Австрії. Основна їхня ціль — зберегти конкурентноздатне положення європейських шкіряних фірм на світовому ринку.
Одним з проектів, підтриманих Європейською комісією, став TANNET — проект, направлений на розроблення дослідницької програмної стратегії щодо збереження довкілля. Координатором проекту був Данський технологічний інститут, який тісно співпрацює з Конфедерацією національних асоціацій кожум'яків та виробників взуття, одягу, галантереї країн ЄС (COTANCE).
До проекту були залучені навчальні заклади та дослідницькі центри, які займалися підготовкою кадрів та розробкою нових технологій для суміжних галузей.
Проектом були досягнуті такі цілі:
- Залучення до вирішення екологічних проблем шкіряного виробництва широкого кола дослідницьких організацій (всього в ЄС їх близько 200).
- Зібрана інформація щодо стану шкіряної промисловості Європи, про наявні у ній проблеми в плані завданої шкоди навколишньому середовищу. Вивчені новіші, менш шкідливі, технології шкіряного виробництва.
- Були визначені пріоритетні напрямки дослідів для даної галузі.

## Україна
Шкіряна промисловість — стара галузь виробництва в Україні.

### Київська Русь— Гетьманщина

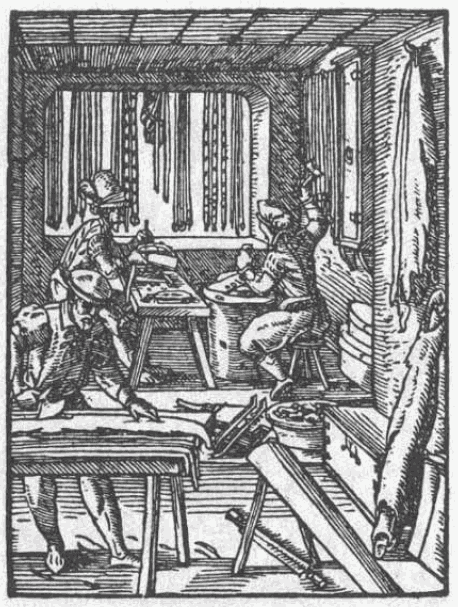
Чинбарський цех (німецька гравюра)

Початки виробництва шкіряних товарів слід віднести до часів Київської Русі X — XIII ст. Ремісники виробляли шкіряний одяг, взуття, пояси, деякі види зброї (щити), пергамент тощо. В XVI—XVIII ст. ремісництво було досить різноманітне, у зв'язку з створенням цехових організацій і окремого ремісничого стану воно набуло великого поширення на всій території України. Цехове виробництво України, зокрема виробництво шкіряних поясів, одягу і лимарно-сідельні вироби успішно конкурувало на світовому ринку з виробництвами Західної Європи, напівфабрикати шкіряної промисловості експортувались до Росії, Польщі, Німеччини та інших країн.
Подальше посилення урбанізаційних процесів сприяло розвиткові шкіряного виробництва, тому ремісниче виробництво вже не задовольняло збільшеного попиту міського населення. Підприємства мануфактурно-фабричної категорії організувалися спершу у великих осередках торгівлі, зокрема виробництва в Одесі і Бердичеві давали майже 9/10 всієї продукції.

### У Російській імперії
Колоніальний характер народного господарства України мав вплив і на шкіряну промисловість, з кінця XVIII — початку XIX ст. відчувається різка диспропорція між виробництвом шкіряної сировини й готових товарів. Вона виникла через слабкість фабричного виробництва в Україні. Багата на шкіряну сировину Україна, не маючи можливості для власної переробки була вимушена експортувати її в Росію, Польщу й інші країни. В цей же час країна була змушена імпортувати вже готові товари вироблені з власної ж сировини.
Статистичних даних про шкіряну промисловість України тих часів досить мало. У 1913 в Україні було вироблено 4,9 тис. тон твердої шкіри та 13 млн дм2 м'якої шкіри, або більше 10% виробництва усієї Російської імперії. У першу світову війну, через підвищення військових потреб збільшилась і кількість шкіряних виробництв, в 1920 році в Україні було 2 568 шкіряних заводи, але здебільшого це були дрібні підприємства, розмірами не більшими за ремісничу майстерню.
Великих підприємств, з виробництвом понад 60 тисяч шкір на рік, було тільки шість: бердичівський, васильківський, київський, таганрозький та 2 в одеських. Ще 16 заводів виробляли від 18 до 60 тис. шкір щорічно. 110 підприємств від 6 до 8 тисяч шкір. Всі інші були малими напів-цехами, які давали незначну частку у загальній кількості вироблених шкір.

### УРСР
НЕП мав позитивний вплив на розвиток шкіряної промисловості України, велика частина підприємств перейшла в приватні руки (130 заводів із загальною продуктивністю 800 тис. шкір щорічно), а державна шкіряна промисловість увійшла в 3 об'єднання: київське, таганрозьке й одеське. Ці об'єднання об'єднували 18 великих і 24 малих підприємств. Із впровадженням п'ятирічок було закрито всі дрібні підприємства, які були найпоширеніші у сільській місцевості. Приватний сектор було зовсім ліквідовано, а всі підприємства підпорядковано органам наркомату легкої промисловості. У 1930-их pp. в Україну було припинено імпорт дубильників, тому до другої світової війни в Україні сформувалась власна база дубильно-екстрактної промисловості, головним чином дубильників не рослинного походження, целюлозних екстрактів тощо (васильківський, сквирський і київські підприємства). У той же час виникла нестача сировини у зв'язку із зменшенням поголів'я великої рогатої худоби. У 1940 один з найстарших українських заводів у Василькові (збудований 1859), реконструйований за перших трьох п'ятирічок, випускав юхтові і хромові вироби, заводи у Бердичеві, Василькові й Одесі головним чином тверді шкіряні вироби, а виробництво м'яких шкіряних виробів було зосереджене на підприємствах Бердичева, Харкова, Києва, Костянтинівки й Кременчука. Найбільшим заводом був Бердичівський, який давав близько 30% всієї продукції шкіряної промисловості України.
У після воєнний період було споруджено ряд великих підприємств, зокрема у Харкові. Було впроваджено виробництво новітньої на той час, штучної шкіри і хутра (заводи у Києві, Тернополі і Запоріжжі). У 1970-их pp. в Україні працювало 24 великих шкіряних підприємств, у тому числі київський виробничий комбінат (найбільше підприємство в Україні), львівська фабрика «Світанок», новозбудовані фабрики у Харкові, Василькові і Бердичеві. Відбулася значна інтенсифікація технологічних процесів, хоча розміщення шкіряної промисловості в Україні і далі залишалось нерівномірним. У 1983 в УССР діяло 16 шкіряних виробничих об'єднань і підприємств, серед яких найбільші: «Світанок» у Бердичеві, «імені 40-річчя Жовтня» в Івано-Франківську, «імені М. Фрунзе» в Києві.
Незважаючи на усі зміни, питома вага шкіряної промисловості України і надалі не задовольняла потреб всієї України: (1913 — 10%, 1940 — 18%, 1970 — 20% і 1984 — 17%).
Як і за часів російської імперії, частина сировини вивозилась у Росію та інші частини СРСР з одночасним ввозом уже готової продукції. Наукові дослідження шкіряної промисловості були зосереджені в Українському науково дослідному інституті шкіряно-взуттєвої промисловості у Києві.
| Продукція                                           | Одиниця вимірювання | 1940              | 1950              | 1960                | 1970                | 1980                | 1984                |
| --------------------------------------------------- | ------------------- | ----------------- | ----------------- | ------------------- | ------------------- | ------------------- | ------------------- |
| М'які шкіряні товари: в тому числі хромові: юхтові: | млн дм2             | 831,8 527,5 304,3 | 512,3 379,5 132,8 | 1377,4 1067,4 309,5 | 2130,2 1797,4 332,8 | 2560,1 2305,0 255,1 | 2497,0 2201,2 295,5 |
| Тверді шкіряні товари                               | тис. т              | 15,0              | 8,2               | 22,7                | 34,0                | 726,5*              | 681,7*              |
| *з 1980 і 1984 в млн дм2                            |                     |                   |                   |                     |                     |                     |                     |

### Новітня доба
Шкіряні підприємства розміщені у Харкові, Києві, Львові, Василькові, Бердичеві, Миколаєві.
Штучну шкіру виготовляють у Києві, Тернополі, Запоріжжі, Луцьку; шкірзамінники — в Одесі.
Всього в країні діє 16 шкіряних об'єднання.
Найбільші шкіряні об'єднання — у Луганську, Львові, Харкові, Вознесенську, Кривому Розі, Хмельницькому.

### Завдання
Для шкіряного виробництва України важливо удосконалювати діючу і створювати нову
технологію, освоювати матеріали з поліпшеними технологічними та експлуатаційними властивостяии, механізувати та автоматизувати виробничий процес.